# Miocora pellucida
Miocora pellucida är en trollsländeart som beskrevs av Kennedy 1940. Miocora pellucida ingår i släktet Miocora och familjen Polythoridae. Inga underarter finns listade i Catalogue of Life.